# Ochthebius evanescens
Ochthebius evanescens är en skalbaggsart som beskrevs av Sahlberg 1875. Ochthebius evanescens ingår i släktet Ochthebius och familjen vattenbrynsbaggar. Arten har ej påträffats i Sverige. Inga underarter finns listade i Catalogue of Life.